# Високосів
Високосів — колишнє село, входило до складу Кам'янської сільської ради, Середино-Будський район, Сумська область.
Станом на 1988 рік в селі проживало 20 людей.
Навесні 2007 року село зняте з обліку.

## Географічне розташування
Село знаходилося неподалік від витоків річок Свига та Бичиха, приблизно за 2 км знаходяться села Пилипи та Кам'янка.